# Cero de Siegel
En matemáticas, más específico en el campo de Teoría analítica de números, un cero de Siegel, en honor a Carl Ludwig Siegel, es un tipo de contraejemplo potencial de la hipótesis de Riemann generalizada, sobre los ceros de las funciones L de Dirichlet. 
Existen valores hipotéticos s de una variable compleja, muy cercanas (en un sentido cuantificable) a 1, tal que
L(s,χ) = 0
para un carácter de Dirichlet χ, módulo q por dar un ejemplo. Resultados importantes de este tipo de cero de una función L fueron obtenidos en el año 1930 por Carl Ludwig Siegel, punto desde el cual se adoptó este nombre (él no fue el primero en considerarlo, es más, algunas veces se les conoce como ceros de Landau-Siegel para dar reconocimiento al trabajo hecho por Edmund Landau).
La posibilidad de un cero de Siegel en términos analíticos se refiere a un estimativo muy poco efectivo
L(1,χ) > C(ε)q−ε
donde C está en función de ε para el cual la prueba no provee de forma explícita una cota inferior. 
La importancia de la posibilidad de los ceros de Siegel es visto en todos los resultados conocidos sobre las regiones libres de ceros de las funciones L: estos muestran una especie de 'cercanía' a s = 1, mientras que de otra manera se asemejan a la función zeta de Riemann — esto es, estos están a la izquierda de la línea Re(s) = 1, y son asintóticas a esta.